# Віппер Роберт Юрійович
Роберт Юрійович Віппер (нар. 14(02) липня 1859, Москва — пом. 30 грудня 1954, там само) — історик, академік АН СРСР (1943).

## Життєпис
Народився в Москві в родині педагога. Закінчив історико-філологічний факультет Московського університету (1880). Викладав у Московській жіночій гімназії (1880-85), Московському училищі живопису (1881—1891). Приват-доцент Московського університету (1891—1894).
Захистив магістерську дисертацію «Церква та держава у Женеві XVI століття в добу кальвінізму» (1894), яка одержала Велику премію імені С. Соловйова й була зарахована як докторська дисертація. Учень професорів П. Виноградова, В. Гер'є та В. Ключевського. Екстраординарний професор Новоросійського університету в Одесі (1894—1897). Приват-доцент (1898-99), екстраординарний (1899—1901), ординарний професор (1901—1922) Московського університету.
Від 1924 — на еміграції в Латвії. Професор університету в Ризі (1927—1938). Професор Московського інституту філософії, літератури та історії, Московського і Ташкентського університетів (1941—1943). Науковий співробітник Інституту історії АН СРСР (1943—1954). Помер у місті Москва.

## Творчість
Вбачав призначення методології історії у звільненні історичного пізнання від залишків теологічного та метафізичного мислення. Автор понад 3000 праць із різних періодів загальної історії, у тому числі студій з історії Стародавньої Греції та Північного Причорномор'я, кальвінізму, методології історії тощо, а також підручників із стародавньої, середньовічної та нової історії.

### Наукові праці
- Общественные учения и исторические течения XVIII и XIX веков в связи с общественным движением на Западе. СПб., 1900;
- Лекции по истории Греции. М., 1906;
- Очерки истории Римской империи. М., 1908;
- Очерки теории исторического познания. М., 1911;
- Древний Восток и Эгейская культура. М., 1915;
- История Греции в классическую эпоху IX—IV вв. до Р. Х. М., 1916;
- Возникновение христианства. М., 1918;
- Круговорот истории. Берлин, 1923;
- Возникновение христианской литературы. Л., 1946;
- Рим и раннее христианство. М., 1954.

## Нагороди
Нагороджений орденами Леніна і Трудового Червоного Прапора.